# Havsövervakningsflygplan

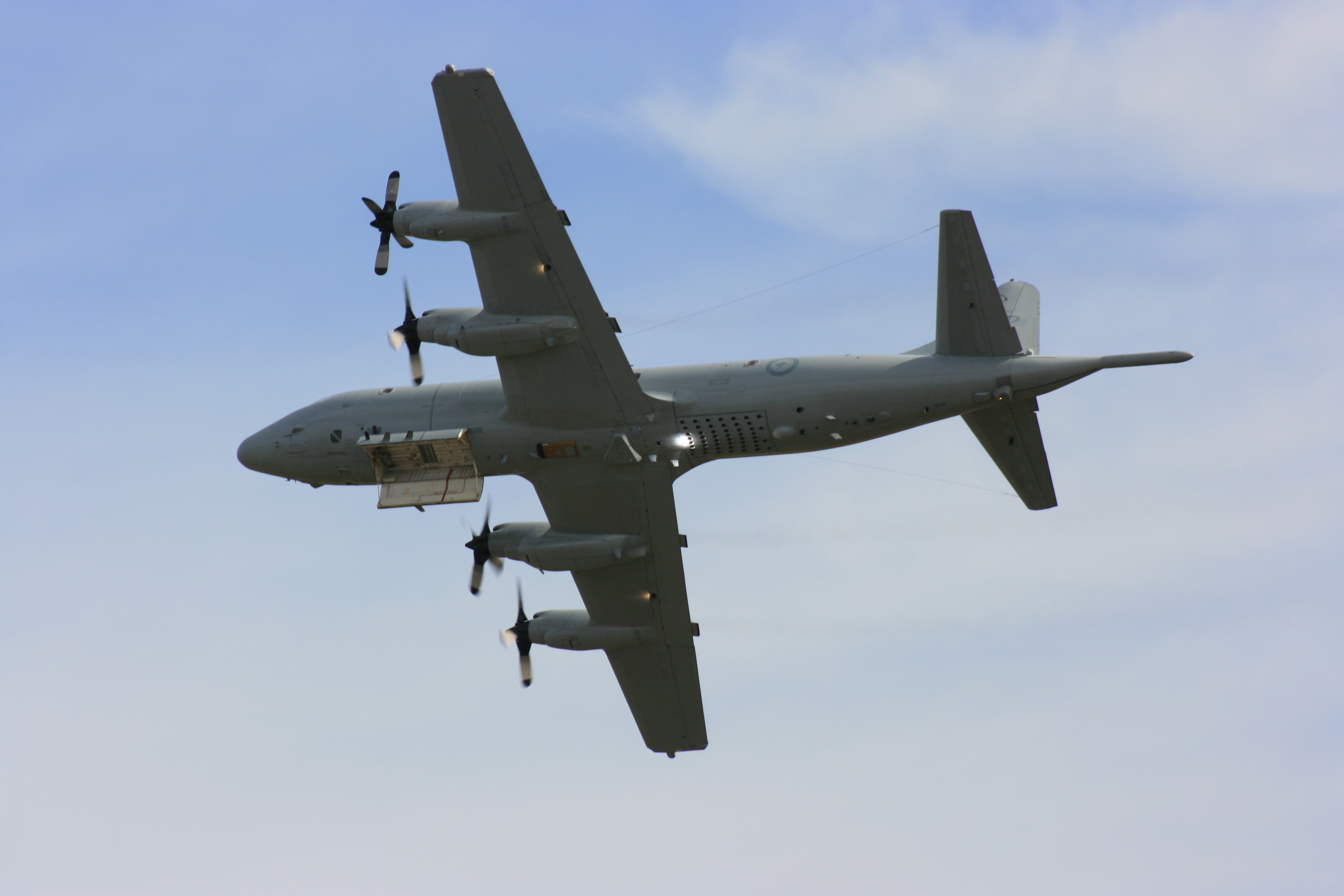
Lockheed P-3 Orion havsövervakningsflygplan med öppet vapenrum för sjunkbomber och dylikt.

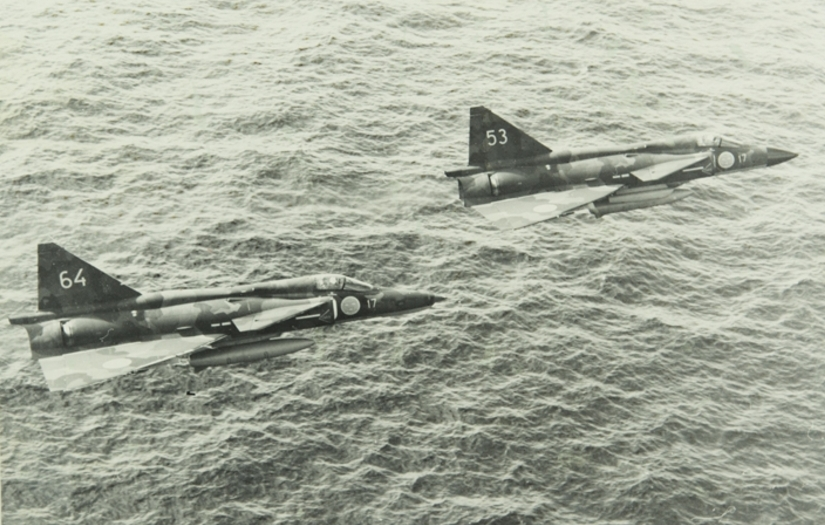
SF 37 fotospaningsflygplan (vänster) och SH 37 havsövervakningsflygplan (höger).

Havsövervakningsflygplan (engelska: maritime patrol aircraft, kort MPA, "maritimt patrullflygplan", etc) är flygplan som konstruerats för att utöva havsövervakning (även kallat sjöövervakning); patrullering och spaning till sjöss och kust. De har ofta lång räckvidd (möjlig flygsträcka) och uthållighet (möjlig flygtid) för sådana uppdrag och brukar vara utrustade med olika former av radar och liknande spaningsutrustning, samt utrustning för sjöräddning. Militära varianter har ofta beväpningsmöjligheter för ubåtsjakt och mot andra sjömål, såsom sjöminor, sjunkbomber, torpeder och sjömålsrobotar, etc.

## Lista över havsövervakningsflygplan (urval)
- Boeing P-8 Poseidon
- Dash 8 Q-300 MPRA (Maritime Patrol and Reconnaissance Aircraft)
- Consolidated PBY Catalina
- Kawanishi H6K
- Kawanishi H8K
- Lockheed P-3 Orion
- Martin PBM Mariner
- Saab SH 37 Viggen (Spaning, Havsövervakning)
- Short Sunderland